# 韋爾比察鄉
44°18′N 23°10′E / 44.300°N 23.167°E
韋爾比察鄉（羅馬尼亞語：Comuna Verbița, Dolj），是羅馬尼亞的鄉份，位於該國西南部，由多爾日縣負責管轄，面積46平方公里，海拔高度229米，2007年人口1,439，人口密度每平方公里31人。